# بيدرو كابريرا ريفيرو
بيدرو كابريرا ريفيرو (بالإسبانية: Pedro Cabrera Rivero)‏ هو سياسي مكسيكي، ولد في 22 ديسمبر 1962 في ولاية واهاكا في المكسيك. حزبياً، نشط في الحزب الثوري المؤسساتي. وقد انتخب عضو مجلس النواب المكسيك.